# استوماتیت
استوماتیت (به انگلیسی: stomatitis) عبارت است از التهاب فراگیر دهان (شامل مخاط دهان، لب‌ها، زبان و کام‌) که دارای دو نوع اصلی است: استوماتیت هرپسی حاد و استوماتیت آفتی (زخم دهان) که شایع‌تر است. سایر انواع عبارتند از ژنژیویت، پریودنتیت، کاندیدیاز (برفک) و آنژین ونسان ( نوعی عفونت باکتریایی گلو ) .استوماتیت ممکن است نشانه‌ای از یک اختلال زمینه‌ای جدی‌تر باشد.

## علایم شایع
التهاب دهان، قرمزی و خونریزی، درد خفیف تا شدید، زخم‌های دهان، تنفس بدبو
استوماتیت ممکن است با بی‌اشتهایی، خستگی، تب و تحریک‌پذیری همراه باشد.

## علل
عفونت، تروما، خشکی، تحریک‌کننده‌ها، عوامل سمی، حساسیت، بیماری‌های خودایمنی، کمبود ویتامین، کم‌خونی‌، کرون

## عوامل افزایش دهنده خطر
آلرژی به غذا یا داروها، سیگار کشیدن، دندان مصنوعی، استرس روحی، اضطراب، دندان‌های ناهموار، پرتودرمانی، شیمی‌درمانی، سوء مصرف الکل، غذاهای داغ یا چاشنی‌ها، حساسیت به دهان‌شویه ها، رنگ شکلات‌ها، رژ لب
عوارض جانبی داروها، مواجهه شغلی با رنگ‌ها، فلزات سنگین، بخار اسید، غبار صنعتی

## عواقب مورد انتظار
در اکثر موارد در عرض ۲-۱ هفته و در سایر موارد ۳-۲ هفته بهبود می‌یابد. برخی نیازمند درمان هستند و سایرین خود به خود بهبود می‌یابند.
پیامدهای دیگر به اختلال زمینه‌ای بستگی دارد.ممکن است پس از درمان عود کند.اختلال زمینه‌ای ممکن است عوارض خطرناکی دربر داشته باشد.

## درمان
درمان بسته به علت که گاهی تعیین آن مشکل است فرق می‌کند . معاینه فیزیکی لازم است و گاهی تهیه گستره یا کشت ضایعات عامل مسبب را مشخص می‌کند .
بهداشت کامل دهان مهم است. ترک سیگار، بررسی تناسب دندان‌های مصنوعی با لثه‌ها . در صورتی که بتوان علت زمینه‌ای را کشف کرده داروها به طور خاص متوجه آن خواهند بود. ممکن است داروهای ضد قارچ، ضد باکتری یا استروئیدی موضعی، شست‌وشو دهنده‌های بینی یا قرص‌های خوراکی تجویز شوند . گاه داروهای بی‌حس‌کننده موضعی و مکمل‌های ویتامین مفید هستند.